# Krasnosiłka (mijanka)
Krasnosiłka (ukr. Красносілка) – mijanka i przystanek kolejowy w rejonie korosteńskim, w obwodzie żytomierskim, na Ukrainie. Położona jest na linii Korosteń – Żytomierz, w znacznym oddaleniu od osad ludzkich. Najbliższą miejscowością jest Krasnosiłka.